# Clubiona papillata
Clubiona papillata là một loài nhện trong họ Clubionidae.
Loài này thuộc chi Clubiona. Clubiona papillata được Ehrenfried Schenkel-Haas miêu tả năm 1936.